# Gmina Strumeň
Gmina Strumeň (polsky Gmina Strumień) je gmina v jižním Polsku ve Slezském vojvodství v okrese Těšín. Skládá se z
- města Strumeň (Strumień) – 3 619 obyvatel, rozloha 6,31 km²

a pěti vesnic:
- Bonkov (Bąków) – 1 625 obyvatel, rozloha 5,91 km²
- Drahomyšl (Drogomyśl) – 2 181 obyvatel, rozloha 14,66 km²
- Pruchná (Pruchna) – 2 477 obyvatel, rozloha 19,03 km²
- Záblatí (Zabłocie) – 1 341 obyvatel, rozloha 7,46 km²
  - od roku 2015 rozdělené na dvě starostenství: Záblatí (Zabłocie) a Záblatí-Solanka (Zabłocie-Solanka)
- Zbytky (Zbytków) – 1 305 obyvatel, rozloha 4,94 km²

Dohromady má celá gmina rozlohu 58,5 km² (8 % území okresu) a podle sčítání lidu v roce 2011 zde žilo 12 932 obyvatel (7,3 % obyvatelstva okresu).
Sousedí na severu s gminou Pawłowice, gminou Pszczyna a Goczałkowicemi-Zdrój, k nimž formálně patří Goczałkowické jezero, na západě s gminou Žibřidovice, na jihu s gminami Hažlach, Dubovec a Skočov, na východě pak s gminou Chyby.
Gmina leží na území Těšínského Slezska poblíž historické rakousko-pruské hranice. Geomorfologicky se nachází v Údolí horní Visly, jež je součástí Osvětimské pánve. Patří k rybníkářské oblasti zvané Žabí kraj – četné rybníky jsou neodmyslitelným prvkem místní krajiny a gmina je spolu s gminou Chyby největším centrem chovu pstruhů a kaprů v Polsku . V Záblatí se těží jodobromová solanka s největší koncentrací jodu na světě, dosahující až 140 mg/l.